# Coenonia denticulata
Coenonia denticulata — вид грибів, що належить до монотипового роду Coenonia.